# Capitulación de Alejandría
La capitulación de Alejandría en agosto de 1801 puso fin a la expedición francesa a Egipto.

## Antecedentes
Las tropas francesas, derrotadas por las fuerzas británicas y otomanas, se habían retirado a Alejandría, donde fueron sitiadas. El 30 de agosto de 1801 el general francés Jacques-François Menou ofreció rendirse y propuso términos, que fueron considerados, parcialmente aceptados y en muchos detalles enmendados, por el general británico John Hely-Hutchinson y el almirante Lord Keith.

## Texto
El texto de la Capitulación está impreso en su totalidad en la Historia de la expedición británica a Egipto de Robert Wilson. Cada artículo propuesto por el general Menou es seguido por un comentario: los artículos propuestos enmendados por estos comentarios forman la capitulación tal como finalmente se puso en práctica, llevando el conflicto a un final formal el 2 de septiembre de 1801. El documento está firmado por el General en Jefe Menou, el Almirante Keith, el Teniente General Hely-Hutchinson, el Teniente Coronel. James Kempt, y el Kapudan Pasha Küçük Hüseyin Pasha, representando a las fuerzas otomanas.

## Transferencias de antigüedades egipcias
Según el artículo 16 de la capitulación, «los manuscritos árabes, las estatuas y las demás colecciones que se hayan hecho para la República Francesa se considerarán propiedad pública y estarán sujetos a la disposición de los generales del ejército combinado». Esto llevó a la transferencia a la posesión británica de la Piedra Rosetta y otras antigüedades egipcias recopiladas por la Comisión Francesa de Ciencias y Artes y los eruditos del Instituto de Egipto.

## Botín
En la Capitulación, los británicos descubrieron los buques de guerra franceses Cause, Egyptienne, Justice y Régénérée, y dos antiguas fragatas venecianas en el puerto de Alejandría. Los británicos y sus aliados turcos acordaron una división del botín. Los británicos recibieron Égyptienne, Régénérée y "Venetian No. 2", nombrado por el francés Léoben (ex Medusa veneciano), de 26 cañones. los otomanos recibieron el Causse de 64 cañones (ex-Venetian Vulcano), Justice, de 46 cañones, y el «Venetian No. 1» – Mantoue (ex-Venetian Cerere) – también de 26 cañones. Los turcos también recibieron algunas corbetas turcas que estaban en el puerto. El almirante Lord Keith, comandante de las fuerzas navales, dio el valor de Régénérée para fines de premio en efectivo en £ 16 771.